# Ömböly
Ömböly község Szabolcs-Szatmár-Bereg vármegyében, a Nyírbátori járásban.

## Fekvése
A vármegye és a Nyírség délkeleti részén helyezkedik el, közvetlenül a magyar-román határ mellett. A megyeszékhely, Nyíregyháza 68, a környező kisebb települések közül Nyírbátor 21, Bátorliget 9, Nyírvasvári 16, Penészlek pedig 10 kilométer távolságra található.
A közvetlen szomszédos települések a határ magyar oldalán: észak felől Bátorliget, északnyugat felől Piricse, nyugat felől Nyírbéltek, délnyugat felől pedig Penészlek. Határszéle keleten és délkeleten, összesen több mint 12 kilométer hosszan egybeesik az államhatárral, a legközelebbi település a határ túloldalán Károlyipuszta (Horea).

### Megközelítése
Csak közúton közelíthető meg, Nyírbéltek felől, a 4906-os útból kiágazó 49 133-as számú mellékúton. Bár ez az út ma csak a központjáig vezet, korábban folytatódott Károlyipuszta és Szaniszló (Sanislău) felé, azonban Románia schengeni csatlakozásáig nem lesz határforgalom a települések között, csupán szombatonként nyitják meg az országhatárt pár órára.

## Nevének eredete
Neve a német Embrich személynév rövidített alakjából való. Más változat szerint jelentése: láp, ingovány, a falu környéki lápos vidékre utalva.

## Története
Nevét az oklevelek 1298-ban említik először, mint a Kaplonyhoz tartozó Endes birtokát.
A 14. században a Vetéssy család és a Bagossy család pereskedett a birtoklásáért.
1406-ban a Csomaközy család család birtoka volt, majd a Károlyi család lett a tulajdonosa, s az övék maradt a következő évszázadokban is.
1516-ban már csak mint pusztaságot jegyzik, valószínű, hogy a jobbágyfelkelés alatt néptelenedett el.
Ömböly, a Kaplony nemzetség-hez tartozó Károlyi család birtoka, régen Szaniszló település határához tartozott (ma Románia területére esik), és két részből állt, Ömbölyből és Zsuzsanna-majorból. Az egymástól mintegy három kilométer távolságra fekvő tanyai települések gazdasági központja Zsuzsanna-major volt.
Ömböly területének helyén a múlt század elején még csupán egy erdészlak állt, később pedig az úgynevezett Zömbölyi csárda. A közelben állt még Károly-major is, azonban a trianoni döntést követően az is román területre került.
Ömbölyt és Zsuzsanna-majort 1947-ben önálló faluvá vonták össze. Az új település a régi, középkori falu nevét, az  Ömböly nevet vette fel. A falu lakosai a régi Ömbölyt Kisömbölynek, a Zsuzsanna-majort pedig Nagyömbölynek is nevezik.
A település 1950-től a piricsei székhelyű közös tanácsú község egyik része volt; a járások 1983-as megszüntetése előtt is, majd azok 2013-as újraszervezése óta is a Nyírbátori járáshoz tartozott, illetve tartozik. A hivatalos ügyintézések helyszíne a községben élők számára ma is a piricsei közös önkormányzati hivatal.
2014. szeptember 21-én elkészült a Szaniszló felé vezető út.

## Közélete

### Polgármesterei
- 1990–1994: Vékony Sándor (független)[4]
- 1994–1998: Vékony Sándor (független)[5]
- 1998–2002: Vékony Sándor (független)[6]
- 2002–2006: Trefán Gábor (független)[7]
- 2006–2010: Trefán Gábor (független)[8]
- 2010–2014: Trefán Gábor (Fidesz-KDNP)[9]
- 2014–2019: Trefán Gábor (Fidesz-KDNP)[10]
- 2019–2024: Trefán Gábor (Fidesz-KDNP)[11]
- 2024– : Dr. Andricsák Andrea (független)[1]

## Népesség
A település népességének változása:
| Lakosok száma | 411  | 401  | 452  | 351  | 312  | 329  | 333  |
|               | 2013 | 2014 | 2015 | 2021 | 2022 | 2023 | 2024 |

2001-ben a település lakosságának 95%-a magyar, 5%-a cigány nemzetiségűnek vallotta magát.
A 2011-es népszámlálás során a lakosok 97,4%-a magyarnak, 1,3% cigánynak, 0,5% románnak, 0,5% ukránnak mondta magát (2,6% nem nyilatkozott; a kettős identitások miatt a végösszeg nagyobb lehet 100%-nál). A vallási megoszlás a következő volt: római katolikus 42,3%, református 11,9%, görögkatolikus 38,6%, felekezeten kívüli 2,4% (4,8% nem válaszolt).
2022-ben a lakosság 90,4%-a vallotta magát magyarnak, 1% cigánynak, 0,6% németnek, 0,3% örménynek, 0,3% románnak, 1,6% egyéb, nem hazai nemzetiségűnek (9,6% nem nyilatkozott; a kettős identitások miatt a végösszeg nagyobb lehet 100%-nál). Vallásuk szerint 28,2% volt római katolikus, 13,5% református, 24,7% görög katolikus, 1% egyéb keresztény, 0,3% evangélikus, 0,3% ortodox, 5,8% felekezeten kívüli (25,6% nem válaszolt).

## Nevezetességei
- Római katolikus templom – 1960-ban Szűz Mária tiszteletére építették.
- Görög katolikus templom.
- Régi uradalmi major épületei.

### Ömböly–Károlyipuszta országhatár

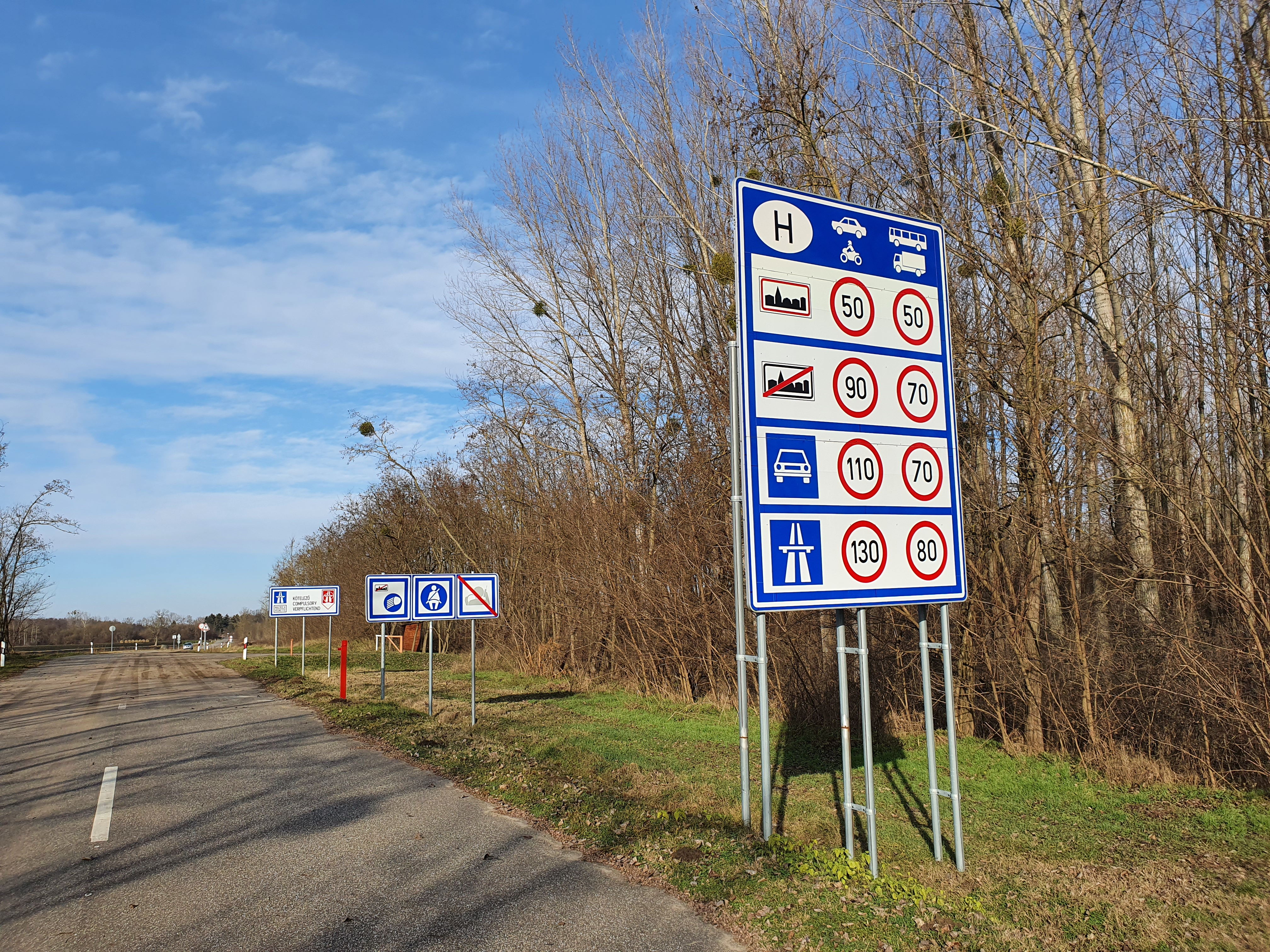
Az Ömböly és Károlyipuszta közötti országhatár magyar oldala
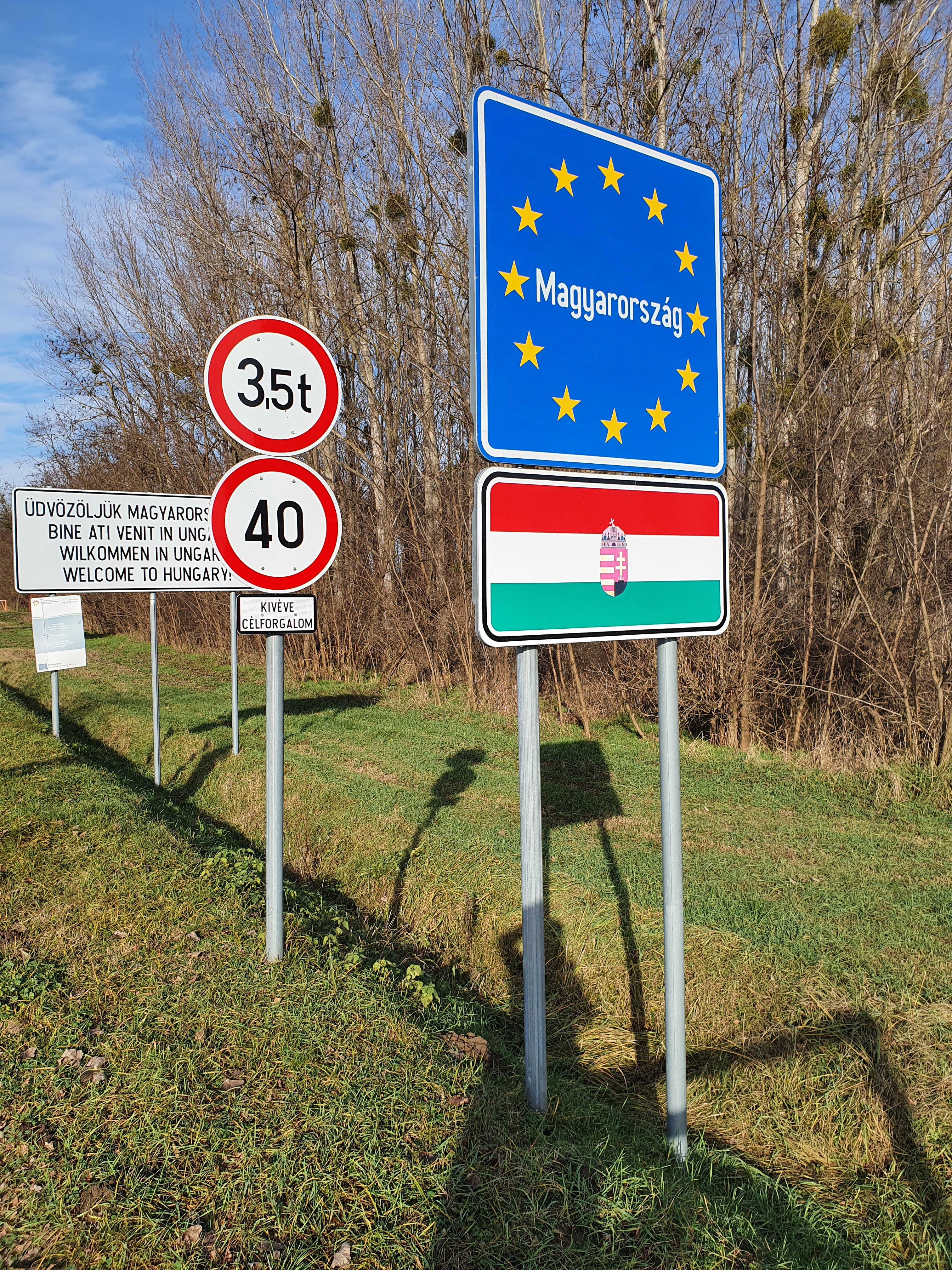
Az Ömböly és Károlyipuszta közötti országhatár magyar oldala